# Rhaphiolepis wuzhishanensis
Rhaphiolepis wuzhishanensis är en rosväxtart som beskrevs av W.B.Liao, R.H.Miao och Q.Fan. Rhaphiolepis wuzhishanensis ingår i släktet Rhaphiolepis och familjen rosväxter. Inga underarter finns listade i Catalogue of Life.